# Seminario arcivescovile di Catania
Il Seminario arcivescovile di Catania è il seminario dell'arcidiocesi di Catania nel quale si formano i candidati al presbiterato. Dal 2022, la struttura ospita al suo interno la sede formativa del Seminario Interdiocesano "Regina Apostolorum"
Il rettore è don Salvatore Cubito, sacerdote dell'arcidiocesi di Catania.

## Storia
La fondazione del Seminario di Catania risale all'episcopato di mons. Antonio Faraone, precisamente la data dell'atto di fondazione risale al 18 aprile 1572, anche se il vescovo non poté completare l'opera in quanto morì il 29 luglio 1573. All'istituzione furono riservati alcuni ambienti occupati dai monaci canonici e assegnate rendite sui proventi di alcuni beni.
A partire dal 1614 Bonaventura Secusio stabilì la sede del seminario nel palazzo che fronteggiava la Loggia Senatoria. L'edificio comprendeva Porta Uzeda e fu parzialmente realizzato sulle mura di Carlo V presso l’antica chiesa di San Martino dei Bianchi. Nel 1693 il palazzo fu totalmente distrutto dal terremoto del Val di Noto, per poi essere ricostruito sotto l’episcopato di mons. Andrea Riggio dall'architetto Alonzo di Benedetto e ingrandito nel 1757 da Francesco Battaglia. 
Storicamente gli alunni che abitavano il seminario catanese, erano di numero esiguo, in quanto la stessa struttura non aveva rendite alte e gli alunni non potevano permettersi il pagamento di vitto ed alloggio, pertanto continuavano la formazione nelle canoniche o frequentavano solo di giorno il seminario; infatti, durante gli episcopati di Marco Antonio Gussio e Michelangelo Bonadies, l'incidenza del seminario fu insignificante: nel 1655 vivevano in seminario solo 10 bambini. Sappiamo anche che la vita del seminarista nel 1734 era ben strutturata: oltre alle regole per la vita spirituale e temporale, erano impartite lezioni di grammatica, retorica, filosofia, teologia speculativa e morale da parte dei gesuiti.
Un'opera di grande riforma presso il seminario catanese fu attuata dal vescovo Salvatore Ventimiglia e Statella, infatti egli lamentava il fatto che nel clero fossero state accolte persone ignoranti, dissolute e prive del patrimonio, nonché della stessa vocazione. Così invitò docenti da Palermo e di altre città della penisola istituendo nuove cattedre: teologia dogmatica e morale, filosofia, geometria, sacra eloquenza, lettere latine e greche che poteva gareggiare con quella dell'Università. Proprio in questo periodo fu anche arricchito il patrimonio librario della "Biblioteca Agatina" del seminario, che già conteneva preziosi volumi appartenuti al canonico De Grossis, donati nel 1688. Successivamente il vescovo Corrado Deodato e Moncada istituì anche una cattedra di diritto canonico. Furono anni di grande splendore del seminario catanese.
Era ancora uso che alcuni seminaristi vivessero a casa per motivi vari, tra i quali anche economici. Questi venivano chiamati foristi, seguivano le lezioni, la Santa Messa, gli esercizi di pietà durante il giorno e la sera facevano rientro nelle proprie case. Questa prassi fu in uso fino ai primi decenni del '900.
L'incameramento dei beni ecclesiasti del 1847 ad opera dei Borbone ha sottratto parte dell'antico Palazzo dei Chierici; ma i seminaristi ormai da tempo numerosi, furono accomodati nella parte nord del restante Seminario. A partire dal 1943 a causa del II conflitto mondiale i seminaristi lasciarono lo storico sito, per stabilirsi presso il Seminario estivo di San Giovanni la Punta, fatto costruire dal rettore Antonino Caft, inaugurato nel 1881 ed ampliato negli anni 1932-33, fino alla costruzione dell'attuale Seminario inaugurato il 15 agosto del 1951.
Attualmente il Seminario offre una formazione piena e integrale in accordo al decreto Optatam Totius, promulgando il 28 ottobre 1965 scaturito dall’attività del Concilio Vaticano II circa la formazione dei futuri chierici; la formazione filosofica e teologica è affidata dal 1969 allo Studio Teologico San Paolo, sito nella stessa struttura del Seminario. La formazione umana e spirituale e lo svolgimento della vita comunitaria ed incontri interni ai seminaristi sono organizzati dallo stesso rettore. L'arcivescovo Domenico Picchinenna volendo recepire quanto il concilio aveva auspicato, nel 1987 pubblicò il nuovo regolamento del Seminario maggiore di Catania, strutturando la formazione in quattro pilastri fondamentali: formazione spirituale ed umana, formazione filosofica e teologica, vita comune, esperienza pastorale, rielaborando e facendo propri tutti gli enunciati del decreto sopracitato.